# Panzerjäger I
Panzerjäger I (în germană, Vânătorul de tancuri I) a fost primul vânător de tancuri construit și folosit de Germania nazistă în timpul celui de-al Doilea Război Mondial. Era construit folosindu-se un tun anticar de fabricație cehă Skoda de 4.7 cm PaK(t) pe șasiul folosit de tancul ușor Panzer I Ausf. B. Scopul acestui vehicul era să contracareze tancurile grele franceze, precum Char B1, care nu puteau fi atacate cu tunul antitanc standard de 37 mm PaK, și să extindă durata exploatării tancului deja depășit Panzer I. Peste 200 de vehicule au fost transformate între anii 1940 și 1941. A fost folosit pe Frontul de Vest în Bătălia Franței, în Africa de Nord și pe Frontul de Est până când toate vehiculele au fost distruse sau capturate.

## Proiectare

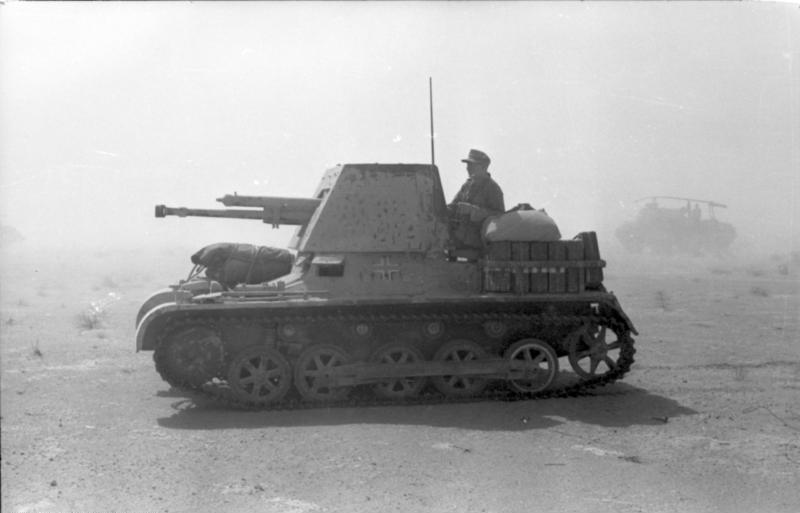
Vânător de tancuri Panzerjäger I pe frontul din Africa de Nord.

Turela tancului ușor Panzer I a fost îndepărtată și un scut de protecție a fost fixat pentru a apăra echipajul și muniția. Tunul antitanc era montat pe un piedestal, fără roți, osie și sistemul de remorcare. Scutul de protecție original al tunului era păstrat. Vehiculul transporta 74 de proiectile antitanc și 10 proiectile explozive. Grosimea blindajului varia de la 6 mm pentru plafon și podea, la 14.5 mm pentru scutul de protecție și 13 mm în rest.
Producția totală a fost de 202 unități. Alkett a fabricat majoritatea vehiculelor (142); Klöckner-Humboldt-Deutz a asamblat restul. Prima serie de 132 unități avea scutul asamblat din 5 părți, iar a doua serie avea scutul construit din 7 părți.
Numele oficial al vânătorului de tancuri era 4.7 cm PaK(t) (Sf) auf Panzerkampfwagen I ohne Turm. Această denumire se traducea prin: "tun anticar de 4.7 cm (ceh) pe un Panzer I fără turelă". Panzerjäger I erau organizate în companii de 9 vehicule (3 companii pentru fiecare batalion).

## Utilizare
99 de vehicule au fost folosite în Bătălia Franței. Doar Batalionul Antitanc 521 a participat de la început, restul batalioanelor (616, 643 și 670) erau încă în pregătire, dar au fost trimise pe front îndată ce au terminat instrucția. 27 de Panzerjäger I au fost trimise în Africa de Nord în cadrul Batalionului 605 Antitanc. 12 alte vehicule au fost trimise ca întăriri pe parcursul campaniei.
Batalioanele Antitanc 521, 529, 616, 643 și 670 aveau 135 Panzerjäger I la începutul Operațiunii Barbarossa. Majoritatea vânătorilor de tancuri de acest tip au fost distruși sau capturați până în 1943.